# 4

## الأحداث

### حسب المكان

#### الإمبراطورية الرومانية
- الإمبراطور أغسطس يستدعي تيبيريوس إلى روما، ويعلن أنه خليفته وإمبراطور المستقبل. في الوقت نفسه، تبنّى أغريبا بوستموس آخر أبناء ماركوس فيبسانيوس أغريبا، وجعله أيضًا وليًا للعهد.
- تيبيريوس يتبنى أيضًا جرمانيكوس كخليفة له.
- سكستوس إيليوس كاتوس يصبح قنصلاً.
- صدور قانون روماني ينظم مسألة إعتاق العبيد.
- توقيع اتفاقية عدم اعتداء وصداقة بين الإمبراطورية الرومانية ممثلة في تيبيريوس، والقبيلة الجرمانية الشيروسكيين ممثلة في ملكهم سيغمير. وتعيين أرمينيوس وفلافوس أبناء سيغمير كقادة للقوات الاحتياطية في الجيش الروماني.
- جوليا الكبرى تعود من المنفى للعيش في ريدجو كالابريا.
- أغسطس يعفو عن غنايوس كورنيليوس سينا ماغنوس وأميليا لبيدا حفيدة ماركوس أميليوس ليبيدوس بعد الزعم بتورطهم في مؤامرة ضد الإمبراطور.
- تعيين ماركوس بلوتيوس سلوفانوس واليًا في آسيا.
- بوليانوس مارادونيوس يصبح حاكمًا لأثينا.

#### الشرق الأوسط
- خلع الملك فراتس الخامس والملكة موسى عن عرض فرثيا وقتلهما، وولي العهد أوروديس يصبح ملكًا.

#### كوريا
- نامهاي شاشونغ يخلف باك هيوكجيوز ملكًا على مملكة شلا الكورية.

#### الصين
- الإمبراطور بينغ هان يتزوج الإمبراطورة وانغ (بينغ) ابنة وانغ مانغ لدعم نفوذه.
- منح وانغ مانغ لقب «الدوق الأعظم».[1]

### حسب الموضوع

#### الفنون والعلوم
- نقولا الدمشقي يكتب كتابه ذو الخمسة عشر مجلدًا «تاريخ العالم».

## المواليد
- كولوميلا كاتب روماني (توفي عام 70 م)
- دايموزين ملك جوجوريو (توفي عام 44 م)
- يعتقد البعض أن يسوع ولد فعليًا في هذا العام.[2]

## الوفيات
- جايوس قيصر ابن ماركوس فيبسانيوس أغريبا وجوليا الكبرى يموت متأثرًا بجراح أصيب بها خلال حملة في أرتغيرا بأرمينيا.[3] (ولد عام 20 ق.م)
- باك هيوكجيوز أول حاكم لكوريا (ولد عام 69 ق.م)
- جايوس أسينيوس بوليو خطيب وشاعر ومؤرخ روماني (ولد 65 ق.م)[4]
- تيرينتيا الزوجة الأولى لشيشرون (ولدت عام 98 ق.م)